# Marshall (New York)
Pour les articles homonymes, voir Marshall.
Marshall est une ville du comté d'Oneida dans l'État de New York aux États-Unis, au sud-ouest d'Utica et à la frontière du comté de Madison.

## Histoire
Bien que les premiers colons s'y soient installés avant 1776, la ville a été fondée en 1829.